# الليبرالية في المكسيك

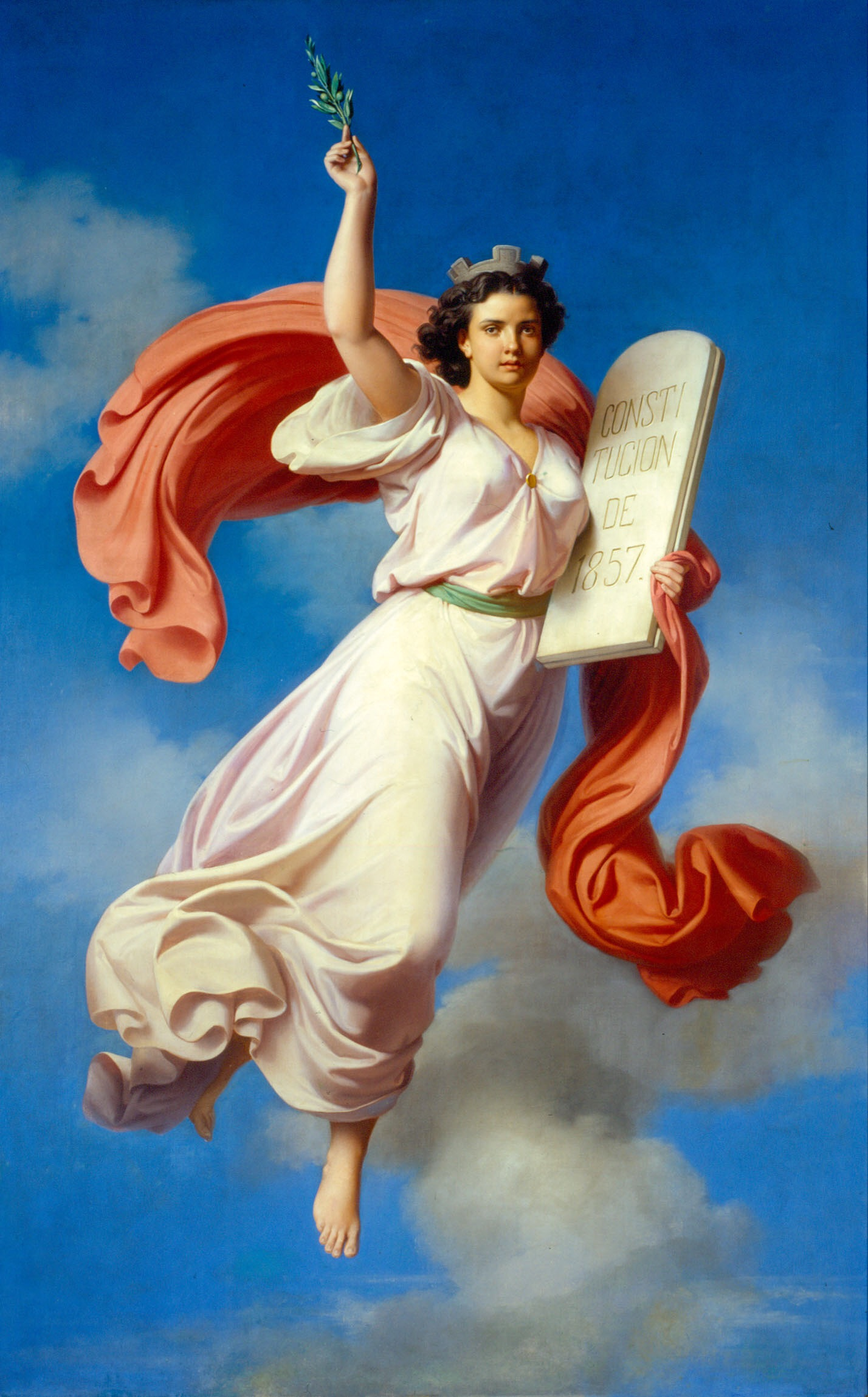
رمز دستور 1857

كانت الليبرالية في المكسيك جزءا من اتجاه سياسي أشمل في القرن التاسع عشر، أثر على أوروبا الغربية والأمريكيتين، بما في ذلك الولايات المتحدة، وتحدى القوى الراسخة.

## ليبرالية القرن التاسع عشر
بحث معظم الليبراليين المكسيكيين في صياغة المفكرين الأوروبيين لأيديولوجياتهم، مما أدى إلى نشوب جدل حول ما إذا كانت تلك الأفكار مجرد نسخ أضفي عليها الطابع «المكسيكي» وحسب. ففي المكسيك، كانت أبرز جوانب ليبرالية القرن التاسع عشر تكوين دولة علمانية منفصلة عن الكنيسة الرومانية الكاثوليكية، وإرساء المساواة أمام القانون بإلغاء الامتيازات الخاصة للكنيسة والجيش ومجتمعات السكان الأصليين. وكان هدف الليبراليين تحويل المكسيك إلى دولة علمانية حديثة باقتصاد ديناميكي. كانت الامتيازات الخاصة والمدافعون المحافظون من النخبة بمثابة حجر عثرة أمام التقدم السياسي والاجتماعي والاقتصادي للأمة. وكان التعليم العام العلماني عنصرا أساسيا في فتح سبل الإنجاز أمام جميع المواطنين المكسيكيين. فالتعليم تاريخيا كان اختصاص الكنيسة الرومانية الكاثوليكية، وكان مقصورا على رجال النخبة، لذلك كان ينظر إلى اتساع الوصول للتعليم ودراسة منهج علماني كطريق إلى تغيير المجتمع المكسيكي. وعليه فقد كان تفكيك الأراضي المملوكة للخاصة، وتحديدا الكنيسة الرومانية الكاثوليكية والمجتمعات الأصلية، عنصرا أساسيا حاسما في تقليص سلطة الكنيسة ودمج الهنود المكسيكيين في الجمهورية كمواطنين وتحويلهم إلى مزارعين فلاحين. وعلى عكس العديد من الليبراليين في أماكن أخرى، فالليبراليون المكسيكيون لم يطالبوا بفرض قيود على السلطة التنفيذية، وأصبح مصطلح «ليبرالي» اسما لفصيل سياسي أطلق على نفسه في السابق «حزب التقدم»، على عكس الحزب المحافظ الذي أسموه «الحزب الرجعي». وصف المحافظون أنفسهم بأنهم من دافعوا عن التقاليد المكسيكية.
بعد استقلال المكسيك عن إسبانيا في عام 1821، أصبح الليبراليون المكسيكيون أكثر أهمية في المشهد الوطني. وكان أبرزهم الكاهن والمفكر العلماني خوسيه ماري لويس مورا (1794- 1850)، الذي تأثر بمونتسكيو وبنيامين كونستانت وجيريمي بنثام. هاجم مورا الامتيازات الخاصة، وبخاصة تلك التي تتمتع بها الكنيسة الرومانية الكاثوليكية، وأخذ في اعتباره دور النفعية (أعظم فائدة لأكبر عدد) في المكسيك، وفحص ما يسمى «المشكلة الهندية» الخاصة بكيفية تحديث المكسيك في حين أن أغلب السكان من الجماعات الأصلية التي تعيش حياة ريفية، وأخذ في اعتباره أيضا دور الليبرالية في التطور الاقتصادي. سيطر الجنرال أنطونيو لوبيز دي سانتا آنا والمحافظون المكسيكيون على عهد ما بعد الاستقلال، لذلك ندر أن استطاع الليبراليون المكسيكيون ممارسة السلطة السياسية محليا.
ومع هزيمة المكسيك في الحرب المكسيكية الأمريكية (1846 – 1848)، ظهر جيل جديد يسميه المؤرخ إنريك كراوز «الليبراليون الرومانسيون». وقد كانوا متجذرين في الأدب، وقرأوا ما ترجم للكتاب الأوروبيين، كلامارتين وميشليه وبايرون وفيكتور هوجو وألكسندر دوما. ومن بين أولئك الليبراليين المكسيكيين كان إجناسيو راميريز (1818 – 1879) وغييرمو برييتو (1818 – 1897)، وإجناسيو مانويل ألتاميرانو (1834 – 1893)، الذي كان من سكان نوها الأصليين وترقى ليصبح شخصية أدبية وصحفية مهمة.